# Reino de Sedang
O Reino dos Sedangs ( 
em francês: Royaume des Sedangs  ; Vietnamita : Vương quốc Xơ Đăng ) foi uma entidade política efêmera estabelecida na última parte do século XIX por um aventureiro francês, Charles-Marie David de Mayréna,  em parte do que é o atual Vietnã .
Eles tinham duas línguas oficiais a local que é o Sedang daí deriva o nome do reino e a língua de seu fundador o francês. O fundador  se autodeclarou rei com o nome de Marie I. Infelizmente o Reino de Sedang só durou dois anos que foi de 1888 o seu estabelecimento até 1890 ano da morte de Marie.

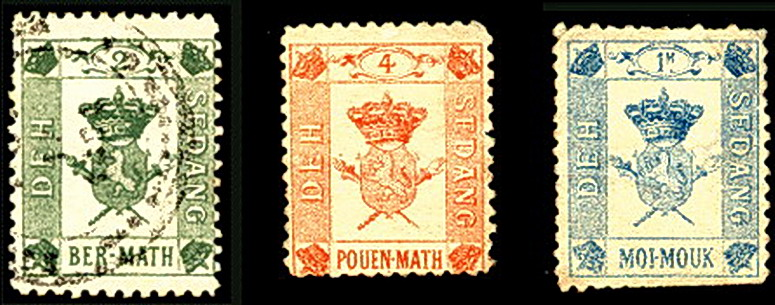
Selos do Reino de Sedang em que é mostrado o seu brasão.

1. ↑  French, Paul (2009). «God, Mammon and the Flag». Through the Looking Glass: China's Foreign Journalists from Opium Wars to Mao. [S.l.]: Hong Kong University Press. ISBN 978-988-8052-98-1. Consultado em 8 April 2024 Verifique data em: |acessodata= (ajuda)